# Hayley Mills
Hayley Catherine Rose Vivien Mills (Londres, Inglaterra; 18 de abril de 1946) es una cantante y actriz británica.

## Biografía
Hayley Catherine Rose Vivien Mills más conocida como  Hayley Mills, nació en Londres, fue hija del famoso actor ganador de un Óscar John Mills y de la escritora y guionista Marie Hayley Bell. Alcanzó un gran éxito como estrella infantil en Hollywood y el Reino Unido durante los años 60, llegando a recibir un Óscar infantil por su actuación en Pollyanna.

## Trayectoria
Apareció por primera vez ante las cámaras en 1947, siendo aún un bebé, en la película So Well Remembered. Debutó como actriz en 1959, con 13 años, en La bahía del tigre; su interpretación se vio recompensada con un premio en el Festival de Berlín y el premio Bafta.
Al año siguiente fue contratada por Walt Disney para protagonizar una serie de comedias de corte familiar, convirtiéndose así en una de las caras más populares del cine de los sesenta. La primera de ellas fue Pollyanna (1960), con la que se hizo muy popular y recibió el Óscar Juvenil, el Globo de Oro como nueva promesa, el premio Laurel y una nominación para los premios Bafta.
1961 fue su gran año, por dos películas, la primera fue Cuando el viento silba una historia de misterio en blanco y negro rodada en Reino Unido en la que según se dice, dio su mejor interpretación, por la cual recibió otra nominación al BAFTA. La segunda fue probablemente su película más popular Tú a Boston y yo a California, en la que interpretó a dos gemelas gracias a un montaje que fue nominado al Óscar; la película obtuvo una gran recaudación en taquilla y dio a Hayley una nominación al Globo de Oro y dos nominaciones a los Laurel.
Continuó la década con comedias Disney que siguieron dando buenos resultados en taquilla: Los hijos del capitán Grant (1962), Verano mágico (1963), nominación al Globo de Oro, La verdad acerca de Spring, Una mujer sin pasado y La bahía de las esmeraldas (1964) y Un gato del FBI (1965), por estas películas recibió otras 5 nominaciones a los Laurel.
En 1966, con 20 años, terminó su contrato con Disney y siguió rodando pequeños melodramas, películas de intriga y alguna comedia con distintas compañías y directores: Sky West and Crooked, Ángeles rebeldes y Luna de miel en familia (1966), La heredera de Singapur (1967), Nervios rotos (1968), Take a girl like you (1970), Noche sin fin y El señor Forbus y los pingüinos (1971), El tramposo y Encuentro mortal (1974) y The Kingfisher Caper (1975). 
Tras retirarse del cine a los 29 años, volvió en 1979, pero esta vez a la televisión en miniseries y películas para televisión como The Flame Trees of Thika (1981), Tú a Boston y yo a California II, III y IV (1986-1989) y Back Home (1990). Participó en series como: Vacaciones en el mar (1979-1985), Se ha escrito un crimen (1986) o Buenos días Miss Bliss (1987-1989), serie que protagonizó y que al dejarla se convirtió en Salvados por la campana.
Incluso volvió puntualmente al cine: Cita con la muerte (1988) y Después de la medianoche (1990).
Tras poner la voz a uno de los personajes de "El jardín mágico de Stanley" (1994), se apartó de la pantalla, para dedicarse por tiempo de 10 años al teatro, con obras como El rey y yo.
En 2004, volvió a ponerse ante la cámara, formando parte de la película independiente Para ser perfectamente honestos, el cortometraje Stricken (2005) y la serie británica Wild at Heart (2007).
Alejada de los medios durante años, una de sus raras apariciones en entregas de premios fue en 2003, durante la 75.ª edición de los Premios Óscar formando parte de un homenaje a los actores ganadores del Óscar a lo largo de los 75 años de existencia de este premio. 
Solo se casó una vez, entre 1971 y 1976 con el director Roy Boulting; tiene dos hijos, Crispian (líder de la banda de rock Kula Shaker) y Jason. Por otra parte, su hermana Juliet fue una popular actriz en televisión con series como "Pasiones", mientras que su hermano Jonathan no está relacionado con el mundo del espectáculo.
Sus padres, John y Marie murieron en 2005, de causas naturales con 97 y 94 años respectivamente.
En 2006, la Academia de Artes y Ciencias Cinematográficas la invitó a ser miembro activo, por ser una actriz galardonada con el Óscar. 

## Premios
Premios Óscar
| Año  | Categoría        | Película         | Resultado |
| ---- | ---------------- | ---------------- | --------- |
| 1961 | Oscar Honorífico | Oscar Honorífico | Ganadora  |

Festival Internacional de Cine de Berlín
| Año  | Categoría                                      | Película           | Resultado |
| ---- | ---------------------------------------------- | ------------------ | --------- |
| 1959 | Oso de Plata. Premio extraordinario del jurado | La bahía del tigre | Ganadora  |